# Напіврегулярний простір
Напіврегулярним простором називається топологічний простір у якому регулярні відкриті множини (тобто множини які є рівними внутрішності свого замикання) утворюють базу топології. Якщо X є довільним простором, то простір {\displaystyle X_{s}} породжений регулярними відкритими множинами простору X називається напіврегуляризацією X. У цих позначеннях X є напіврегулярним, якщо {\displaystyle X_{s}=X.}

## Приклади
- Кожен регулярний простір X є напіврегулярним.

Очевидно, що весь простір X є регулярною відкритою множиною. Нехай тепер {\displaystyle O_{1},O_{2}} — регулярні відкриті множини і {\displaystyle x\in O_{1}\cap O_{2}.} Тоді, згідно із одним із означень регулярного простору, існує відкрита множина {\displaystyle U} для якої {\displaystyle x\in U\subseteq {\bar {U}}\subseteq O_{1}\cap O_{2}.} Позначаючи через {\displaystyle V} внутрішність множини {\displaystyle {\bar {U}}} отримаємо, що {\displaystyle V} є регулярною відкритою множиною і {\displaystyle x\in V\subseteq {\bar {U}}\subseteq O_{1}\cap O_{2}.} Подібним чином для відкритої множини {\displaystyle O} і {\displaystyle x\in O} можна знайти регулярну відкриту множину {\displaystyle V} для якої {\displaystyle x\in V\subseteq O.} Отже регулярні відкриті множини у цьому випадку дійсно утворюють базу топології.
- Натомість напіврегулярні простори можуть не бути регулярними. Прикладами гаусдорфових напіврегулярних просторів, що не є регулярними є спрощений квадрат Аренса і топологія ірраціонального схилу.
- Екстремально незв'язний напіврегулярний простір є регулярним.

## Властивості
- Кожен топологічний простір можна вкласти у напіврегулярний простір. Для цього, наприклад, на множині {\displaystyle X\times I} можна ввести топологію за допомогою околів. Якщо {\displaystyle y>0} то околами точки {\displaystyle (x,y)} є інтервальні околи {\displaystyle \{(x,z)\ |\ y-\varepsilon <z<y+\varepsilon \}.} Для {\displaystyle y=0} околами точки {\displaystyle (x,0)} будуть {\displaystyle \{(x',z)\ |\ x'\in U,0\leqslant z<\varepsilon _{x'}\},} де {\displaystyle U} — деякий окіл точки x і для кожного {\displaystyle x'\in U} число {\displaystyle \varepsilon _{x}} є деяким малим додатнім числом. Отриманий таким чином простір є напіврегулярним і X є гомеоморфним замкнутому ніде не щільному підпростору {\displaystyle \{(x,0)\ |\ x\in X\}.}

Як наслідок, підпростір напіврегулярного простору може не бути напіврегулярним. Тобто властивість напіврегулярності не є спадковою.
- Якщо {\displaystyle U\subset X} є відкритою підмножиною напіврегулярного простору, то U є напіврегулярним простором. Тобто властивість напіврегулярності є відкрито спадковою.
- Нехай {\displaystyle D\subset X} є щільною підмножиною. Тоді {\displaystyle D_{s}} є щільною підмножиною {\displaystyle X_{s}} і, як наслідок, властивість напіврегулярності успадковується на щільних підмножинах.
- Об'єднання двох напіврегулярних топологічних просторів може не бути напіврегулярним простором. Наприклад можна розглянути простір {\displaystyle \mathbb {R} '} на множині дійсних чисел із топологією, що є мінімальним розширенням звичайної топології при якому множина раціональних чисел є відкритою. Для {\displaystyle a,b\in \mathbb {R} } і {\displaystyle a<b,} то внутрішність замикання множини {\displaystyle (a,b)\cap \mathbb {Q} } є рівною {\displaystyle (a,b).} Оскільки {\displaystyle (a,b)\not \subset \mathbb {Q} } то відкрита множина {\displaystyle \mathbb {Q} } не містить жодної регулярної відкритої множини. Тому простір {\displaystyle \mathbb {R} '} не є напіврегулярним. Натомість підпростори {\displaystyle \mathbb {Q} } і {\displaystyle \mathbb {R} \setminus \mathbb {Q} } простору {\displaystyle \mathbb {R} '} мають ту ж топологію, як і при розгляді їх як підпросторів {\displaystyle \mathbb {R} .} Тому вони є регулярними і тому також і напіврегулярними.